# Ob-La-Di, Ob-La-Da
Ob-La-Di, Ob-La-Da (sinngemäß möglicherweise: ‚Es kommt, wie es kommt‘) ist ein Popsong der britischen Rockband The Beatles. Er wurde im Juli 1968 aufgenommen und am 22. November desselben Jahres auf dem Album The Beatles, dem sogenannten ‚Weißen Album‘, veröffentlicht.
Geschrieben hat das Stück Paul McCartney, doch wie alle seine Beatles-Kompositionen und die von John Lennon wurde es nach dem Urheberrecht dem Duo Lennon/McCartney zugeschrieben.

## Hintergrund
Während eines Indienaufenthalts im Februar 1968 schrieben die Beatles die Mehrzahl der Lieder für ihr neues Album, so auch Ob-La-Di Ob-La-Da. Das Stück gehört zu den Esher-Demos, die Ende Mai 1968 im Haus von George Harrison aufgenommen wurden.
McCartney bestand darauf, das Lied mit verschiedenen Arrangements aufzunehmen, was zu einer angespannten Atmosphäre führte. Nach den Aufnahmen verließ der Toningenieur Geoff Emerick die Aufnahmen: „Ich habe das Interesse am ‚Weißen Album‘ verloren, weil sie sich wirklich untereinander gestritten und sich gegenseitig beschimpft haben. Es gab einen Vorfall, kurz bevor ich ging, als sie Ob-La-Di, Ob-La-Da mit Pauls Gesang zum x-ten Mal wieder neu aufnahmen. Ich sagte zu George [Martin]: ‚Du, mir reicht’s. Ich will gehen.‘“
Textlich und musikalisch verarbeitet das Stück Einflüsse der zu dieser Zeit in Großbritannien immer populärer werdenden jamaikanischen Musik. Der Song erzählt die Geschichte eines Paares, Desmond (namentlich wohl von dem jamaikanischen Ska- und Reggae-Musiker Desmond Dekker inspiriert) und Molly, die sich ineinander verlieben und heiraten. Der synkopisierte Piano-Rhythmus mit seiner starken Betonung der Zählzeiten zwei und vier gibt dem Stück ein karibisches Flair. Das Klavier war eine Idee von Lennon, in einer früheren Version hatte noch ein Part mit akustischen Gitarren (von McCartney auf seiner Martin-Gitarre gespielt) im Vordergrund gestanden.
Gegen Ende des Songs ist die Textzeile “Desmond stays at home and does his pretty face” zu hören. Ursprünglich war dies ein Fehler McCartneys, eigentlich hätte hier (wie in der früheren ähnlichen Textzeile) von Molly die Rede sein sollen. Den anderen Beatles gefiel die Stelle, und so blieb es dabei.
John Lennon mochte Ob-La-Di Ob-La-Da nicht. Er sagte 1980 über das Lied: „Ich hätte ihm vielleicht ein paar Texte gegeben, aber es ist sein Lied, sein Text.“
Ob-La-Di Ob-La-Da ist, falls sich Jimmy Scott die Wendung nicht selbst ausgedacht hat, ein nigerianischer Spruch aus der Sprache der Yoruba und bedeutet so viel wie „Es kommt, wie es kommt“ (französisch comme ci, comme ça), im Refrain folgt auf den Spruch “Life goes on Bra”, wobei laut McCartney bra sowohl BH als auch eine afrikanische Variante von englisch bro sein könnte. McCartney hatte ihn von dem nigerianischen Conga-Spieler Jimmy Scott gehört. Scott wollte später Tantiemen für das Lied und führte deswegen sogar einen Prozess, den er jedoch verlor. Dennoch half McCartney Scott aus einer finanziellen Klemme. Die beiden blieben bis zu Scotts Tod im Jahr 1985 Freunde.

## Aufnahme
Ob-La-Di Ob-La-Da wurde am 3.–5., 8., 9., 11. und 15. Juli 1968 in den Londoner Abbey Road Studios (Studio 2 und 3) mit dem Produzenten George Martin aufgenommen. Geoff Emerick war der Toningenieur der Aufnahmen. Insgesamt wurden drei Versionen des Liedes aufgenommen, die erste Version am 3., 4. und 5. Juli., die zweite Version am 8., 11. und 15. Juli. Eine dritte Version wurde am 9. Juli begonnen, aber nicht beendet. Für die Erstveröffentlichung wurde die zweite Version verwendet.
Die Monoabmischung und die Stereoabmischung erfolgten am 12. Oktober 1968. Das Händeklatschen am Anfang des Liedes wurde bei der Monoversion weggemischt.
Besetzung
- John Lennon: Background-Gesang, Klavier (Steinway Vertegrand „Mrs. Mills“ von 1905), Maracas, Klatschen
- Paul McCartney: Lead-Gesang, Bass (Rickenbacker 4001S von 1964), Klatschen
- George Harrison: Background-Gesang, akustische Rhythmusgitarre (Gibson „Super Jumbo“ J-200 von 1963), Klatschen
- Ringo Starr: Schlagzeug (Ludwig), Tamburin
- James Gray, Rex Morris, Cyril Reuben: Saxophon[2]

## Veröffentlichungen

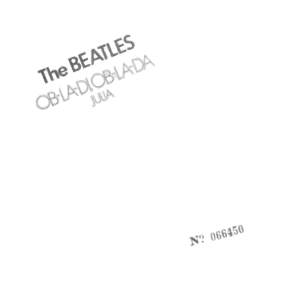
US-amerikanische Single, 1976

- Am 22. November 1968 erschien in Deutschland das 13. Beatles-Album The Beatles, auf dem Ob-La-Di Ob-La-Da enthalten ist. In Großbritannien wurde das Album ebenfalls am 22. November veröffentlicht, dort war es das zehnte Beatles-Album. In den USA erschien das Album drei Tage später, am 25. November, dort war es das 16. Album der Beatles.
- Am 14. Januar 1969 erschien die Single Ob-La-Di, Ob-La-Da / While My Guitar Gently Weeps in Deutschland, Österreich und der Schweiz, die dort den ersten Platz der Charts erreichte.[8] In Großbritannien wurde Ob-La-Di, Ob-La-Da nicht als Single veröffentlicht.
- Am 8. November 1976 wurde in den USA die Single Ob-La-Di, Ob-La-Da / Julia veröffentlicht, die dort Platz 49 der Charts erreichte.
- Am 25. Oktober 1996 wurde auf dem Kompilationsalbum Anthology 3 eine frühe Version (Aufnahme-Take 5) mit Conga- und Saxofon-Begleitung veröffentlicht.
- Am 9. November 2018 erschien die 50-jährige Jubiläumsausgabe des neu abgemischten Albums The Beatles (Super Deluxe Box), auf dieser befindet sich eine bisher unveröffentlichte Version (Take 3) von Ob-La-Di, Ob-La-Da sowie das Esher-Demo in einer neuen Abmischung von Giles Martin und Sam Okell.
- Am 10. November 2023 wurde das Kompilationsalbum 1967–1970 erneut wiederveröffentlicht. Auf diesem befindet sich Ob-La-Di, Ob-La-Da, hier in der von Giles Martin und Sam Okell 2018 neu abgemischten Version.

## Kommerzieller Erfolg

### Chartplatzierungen
| ChartsChartplatzierungen       | Höchstplatzierung | Wochen/ Monate |
| ------------------------------ | ----------------- | -------------- |
| Deutschland (GfK)              | 1 (3 Mt.)         | 3 Mt.          |
| Österreich (Ö3)                | 1 (2 Mt.)         | 2 Mt.          |
| Schweiz (IFPI)                 | 1 (12 Wo.)        | 12 Wo.         |
| Vereinigte Staaten (Billboard) | 49 (7 Wo.)        | 7 Wo.          |

| ChartsJahrescharts (1969) | Platzierung |
| ------------------------- | ----------- |
| Deutschland (GfK)         | 35          |
| Schweiz (IFPI)            | 2           |

### Auszeichnungen für Musikverkäufe
| Land/Region                  | Auszeichnungen für Musikverkäufe (Land/Region, Auszeichnung, Verkäufe) | Verkäufe |
| ---------------------------- | ---------------------------------------------------------------------- | -------- |
| Neuseeland (RMNZ)            | Gold                                                                   | 15.000   |
| Vereinigtes Königreich (BPI) | Silber                                                                 | 200.000  |
| Insgesamt                    | 1× Silber · 1× Gold ·                                                  | 215.000  |

Hauptartikel: The Beatles/Auszeichnungen für Musikverkäufe

## Coverversionen

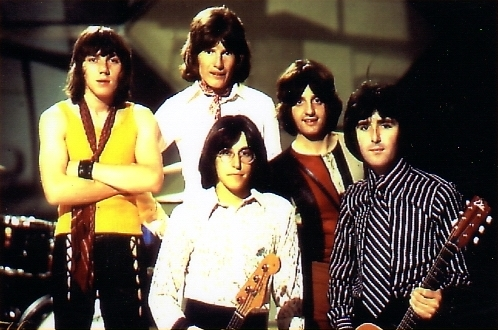
The Marmalade, 1968

In Großbritannien erreichte die schottische Gruppe The Marmalade mit einer sehr originalgetreuen Coverversion Platz 1. Die Single Ob-La-Di, Ob-La-Da / Chains wurde von Mike Smith produziert und im Dezember 1968 veröffentlicht.
Weitere Coverversionen stammen von der Reggae-Band Inner Circle und von Desmond Dekker. Mit einer deutschsprachigen Version des Titels war Howard Carpendale erfolgreich. Insgesamt wurden bisher über 250 Coverversionen aufgenommen.